# Wallerand de Saint-Just
Pour les articles homonymes, voir Saint-Just (homonymie).
Wallerand de Saint-Just, né le 6 juillet 1950 dans le 15e arrondissement de Paris, est un avocat et homme politique français.

## Biographie

### Jeunes années
Wallerand de Saint-Just d'Autingues naît le 6 juillet 1950, dans une famille marquée par l'anti-gaullisme et qui n'a rien à voir avec la famille du révolutionnaire Louis Antoine de Saint-Just. Son père est maire d'une commune de l'Artois. Il est élève chez les Jésuites à l’institution La Providence, à Amiens. À son arrivée à Paris, il étudie le droit à l'université Panthéon-Assas et participe aux actions menées par l'organisation étudiante d'extrême droite Groupe union défense (GUD).

### Carrière d'avocat
Il s'inscrit au barreau de Paris en 1974 et prend sa retraite, quarante ans plus tard, en 2014.
Il est, au Liban, l'avocat de Samir Geagea (il a relaté cette aventure dans un livre publié en 1996 aux Editions de Reconquête, à compte d'auteur) et voir Amnesty international nov. 2004 : "Lebanon: Samir Gea’gea’ and Jirjis al-Khouri: Torture and unfair trial"  et, au tribunal pénal international pour l'ex-Yougoslavie, celui de Serbes poursuivis par la justice internationale.
En France, il est l'avocat de l'Agrif, de Jean-Marie Le Pen, de Bruno Gollnisch, et du Front national ,
Dans l'affaire Bodein, il est l'avocat de la famille Kegelin.
Il fut aussi, pendant 10 ans, l'avocat de Brigitte Bardot ,

### Parcours politique
Catholique traditionaliste, il participe en 1976, avec d'autres proches de la Fraternité sacerdotale Saint-Pie-X, à l'occupation de l'église Saint-Nicolas-du-Chardonnet. Il rejoint le mouvement Chrétienté-Solidarité de Bernard Antony et devient membre de l'Agrif,.
Il adhère au Front national en 1987. Il se présente aux élections municipales de 1989 à Paris contre Jacques Chirac, dans le 5e arrondissement de Paris, où il récolte 4,90 % des suffrages,. Durant vingt ans, il est secrétaire départemental du Front national dans l'Aisne et se présente à toutes les élections. Il est conseiller municipal de Soissons de 1995 à 2008, et conseiller régional de Picardie de 1992 à 2004 et de 2010 à 2015. De 1993 à 2007, il se présente aux élections législatives dans la quatrième circonscription de l'Aisne. De 2010 à 2012, il est secrétaire départemental de la Somme et se présente à l'élection législative de 2012 dans la cinquième circonscription de la Somme, où il recueille 14,08 % des suffrages exprimés.
Lorsque les avocats habituels du FN rejoignent Bruno Mégret lors de la scission provoquée par celui-ci, en décembre 1998, il accepte la sollicitation de Marine Le Pen pour occuper ce rôle.
Wallerand de Saint-Just est investi en seconde position sur la liste FN de la circonscription Nord-Ouest conduite par Marine Le Pen aux élections européennes de 2009. Au sein du Front national, il est membre du bureau politique, l'instance dirigeante du parti, depuis 2005. De novembre 2007 à janvier 2010, il est vice-président du parti[réf. nécessaire].
Lorsque Jean-Pierre Reveau démissionne de son poste de trésorier du FN en 2009, Jean-Marie Le Pen valide sa candidature pour le remplacer. À ce titre, il siège au bureau exécutif.
Il fait campagne pour Marine Le Pen contre Bruno Gollnisch en vue du congrès de Tours de 2011.
Lors des manifestations contre le mariage homosexuel en 2012-2013, il fait partie des cadres du Front national qui choisissent de ne pas prendre part au mouvement. Cependant, il participe à La Manif pour tous du 2 février 2014,.
En 2012, Marine Le Pen lui dit : « il n'y a personne à Paris c'est une terre difficile pour le FN, est-ce que tu veux t'en occuper ? ». Wallerand de Saint-Just indique ensuite : « J'ai écouté les ordres qui m'ont été donnés, et que j'ai exécutés avec grand plaisir, de venir m'occuper des Parisiens »,.
Le 10 octobre 2012, il est nommé secrétaire départemental du Front national à Paris, l'une des plus importantes fédérations du parti. En mars 2013, il est officiellement investi comme tête de liste FN pour les élections municipales de 2014 à Paris, ; il se présente dans le 15e arrondissement. Comme tous les candidats FN de la capitale, il ne se qualifie pas à l'issue du premier tour.
En novembre 2014, au congrès de Lyon, il arrive en septième position à l'élection au comité central et est reconduit dans ses fonctions de trésorier .
En vue des élections régionales de décembre 2015, il est désigné pour conduire la liste FN dans la région Île-de-France. Il s'entoure d'Aurélien Legrand, qui devient son directeur de campagne et de Jordan Bardella. Sa liste arrive en troisième position au premier comme au second tour ; le FN obtient alors 24 conseillers régionaux, et Saint-Just devient président du groupe politique du FN au conseil régional d'Île-de-France,,,, En 2021, il est réélu en tant que tête de liste dans les Hauts-de-Seine et non plus à Paris.
Il est candidat aux élections législatives de 2017, toujours dans le 15e arrondissement de Paris. Pour les élections sénatoriales de la même année, il est tête de liste FN à Paris.
Tête de liste aux élections municipales de 2020 dans le 15e arrondissement de Paris, il est largement battu, recueillant à peine 2 % des voix.
À l’issue du XVIIe congrès du Rassemblement national, qui se tient en juillet 2021, il est remplacé dans ses fonctions de trésorier du RN par Kévin Pfeffer.;
Lors des élections présidentielles de 2022, il fait campagne pour Marine Le Pen, il est un des seuls à dire publiquement que l'épisode Zemmour ne peut être qu'un feu de paille, très profitable, toutefois, à la candidate et aux candidats aux élections législatives de juin 2022 ,,.
En août 2022, il apporte son parrainage à Jordan Bardella dans le cadre du congrès du Rassemblement national prévu en novembre et destiné à remplacer Marine Le Pen à la tête du parti.
Lors de congrès de novembre 2022, il arrive en onzième position à l'occasion de l'élection au conseil national, il ne figure plus au bureau exécutif mais reste membre du bureau national. Il est nommé par Jordan Bardella délégué national aux affaires juridiques et judiciaires.

### Vie privée
Wallerand de Saint-Just est marié, père de quatre enfants, grand-père de neuf petits-enfants.

## Affaires judiciaires

### Jeanne
Dans le cadre de l'affaire Jeanne, Wallerand de Saint-Just est mis en examen en septembre 2015 pour « recel d'abus de biens sociaux » et renvoyé devant le tribunal correctionnel. Il avait également été placé sous le statut de témoin assisté pour le délit de complicité d'escroquerie au préjudice de l'État.
Le 5 octobre 2016, dans le cadre de cette affaire Jeanne, les juges d'instruction ordonnent le renvoi de Wallerand de Saint-Just — avec le Front national et Jean-François Jalkh — devant le tribunal correctionnel pour « complicité d’escroquerie au préjudice de l’État lors des élections législatives de 2012 et recel d’abus de bien sociaux ». Les cadres du Front national soutiennent que le dossier est vide et dénoncent une « persécution judiciaire ».
Son procès — au cours duquel comparaissent neuf autres personnalités physiques ou morales (FN et proches) — se tient devant la 11e chambre correctionnelle du tribunal de Paris du 6 au 29 novembre 2019,. Dans leur jugement du 16 juin 2020, les magistrates condamnent Wallerand de Saint-Just à six mois de prison avec sursis pour le délit de recel d'abus de biens sociaux, mais le relaxent des accusations d’escroquerie au préjudice de l'État. Le procureur fait appel,,. Le 15 mars 2023, son jugement est confirmé en appel, assorti d'une peine d'inéligibilité de deux ans.

### Assistants parlementaires européens
Le 23 octobre 2018, il est mis en examen pour « complicité de détournement de fonds publics », dans l'affaire des assistants parlementaires du Front national au Parlement européen.
Le 22 septembre 2023, le parquet de Paris requiert un procès contre le Rassemblement national et 27 personnes liées au parti, dont Wallerand de Saint-Just. L'audience sur l’organisation du procès pour détournement de fonds publics et complicité qui a lieu le 27 mars 2024 précise les dates des débats au fond qui se déroulent du 30 septembre au 27 novembre 2024,,.
Il est condamné le 31 mars 2025 à trois ans de prison dont un an sous bracelet électronique, assortis d'une amende de 50.000 euros d’amende et d'une peine d'inéligibilité de trois ans avec exécution provisoire.

### Accusation de discrimination et de propos racistes
En pleine Commission Permanente du Conseil régional d'Île-de-France en date du 17 novembre 2023, il invective l'élue écologiste Hella Kribi-Romdhane représentant l'Essonne en la pointant du doigt « C'est le Hamas qui parle ! » tandis que cette dernière expliquait la position de son groupe votant « contre des subventions attribuées à des associations anti-IVG » et « ne respectant pas les principes de laïcité ». 
Hella Kribi-Romdhane juge ses propos d'« un racisme avéré », « diffamatoires » mais étant aussi « une accusation de terrorisme ». EÉLV dépose plainte après des « propos inacceptables ». Il rétorque qu'il « vise l’intégralité de l’extrême gauche ».

## Prises de position
L'historien Nicolas Lebourg affirme que, « pour complaire à Florian Philippot et à la sociologie parisienne, [il] n’a pas participé aux manifestations contre le Mariage pour tous ». De son côté, Wallerand de Saint-Just explique que son absence ne visait pas à « complaire à Florian Philippot » mais qu'elle était due à des « raisons politiques bien précises ».
En février 2014, il estime que Vladimir Poutine « fait beaucoup de bien à son pays ».

## Synthèse des résultats électoraux

### Élections législatives
| Année | Parti          | Parti | Circonscription | 1er tour | 1er tour | 1er tour | Issue |
| Année | Parti          | Parti | Circonscription | Voix     | %        | Rang     | Issue |
| ----- | -------------- | ----- | --------------- | -------- | -------- | -------- | ----- |
| 1993  |                | FN    | 4e de l'Aisne   | 7 640    | 15,50    | 3e       | Battu |
| 1997  | 9 029          | FN    | 4e de l'Aisne   | 17,53    | 4e       | Battu    |       |
| 2002  | 7 912          | FN    | 4e de l'Aisne   | 17,13    | 3e       | Battu    |       |
| 2007  | 3 726          | FN    | 4e de l'Aisne   | 8,26     | 4e       | Battu    |       |
| 2012  | 5e de la Somme | FN    | 7 161           | 14,08    | 3e       | Battu    |       |
| 2017  | 13e de Paris   | FN    | 1 472           | 3,30     | 6e       | Battu    |       |
| 2022  |                | RN    | 10e de Paris    | 2 075    | 5,51     | 3e       | Battu |

### Élections sénatoriales
| Année | Liste | Liste | Circonscription | Premier tour | Premier tour | Premier tour | Second tour | Second tour | Second tour | Sièges |
| Année | Liste | Liste | Circonscription | Voix         | %            | Rang         | Voix        | %           | Rang        | Sièges |
| ----- | ----- | ----- | --------------- | ------------ | ------------ | ------------ | ----------- | ----------- | ----------- | ------ |
| 1998  |       | FN    | Aisne           | 48           | 2,85         | 10e          | 16          | 0,95        | 8e          | 0 / 3  |

### Élections régionales
Les résultats ci-dessous concernent uniquement les élections où il est tête de liste.
| Année | Liste | Liste | Région        | Premier tour | Premier tour | Premier tour | Second tour | Second tour | Second tour | Sièges   |
| Année | Liste | Liste | Région        | Voix         | %            | Rang         | Voix        | %           | Rang        | Sièges   |
| ----- | ----- | ----- | ------------- | ------------ | ------------ | ------------ | ----------- | ----------- | ----------- | -------- |
| 2015  |       | FN    | Île-de-France | 580 499      | 18,40        | 3e           | 521 493     | 14,02       | 3e          | 22 / 209 |

### Élections municipales
Les résultats ci-dessous concernent uniquement les élections où il est tête de liste.
| Année | Parti          | Parti | Commune   | 1er tour | 1er tour | 1er tour | 2d tour | 2d tour | 2d tour | Sièges obtenus | Sièges obtenus | Sièges obtenus |
| Année | Parti          | Parti | Commune   | Voix     | %        | Rang     | Voix    | %       | Rang    | CA             | CM ou CP       | MGP            |
| ----- | -------------- | ----- | --------- | -------- | -------- | -------- | ------- | ------- | ------- | -------------- | -------------- | -------------- |
| 1989  |                | FN    | Paris 5e  | 1 255    | 4,84     | 4e       |         |         |         |                | 0 / 4          |                |
| 1995  | Soissons       | FN    | 1 108     | 10,89    | 4e       | 897      | 8,23    | 3e      |         | 1 / 35         |                |                |
| 2001  | Soissons       | FN    | 934       | 10,48    | 3e       |          |         |         |         | 1 / 35         |                |                |
| 2008  | Soissons       | FN    | 749       | 7,95     | 5e       |          |         |         |         | 0 / 35         |                |                |
| 2014  | Paris 15e      | FN    | 5 060     | 6,30     | 3e       |          |         |         | 0 / 36  | 0 / 18         |                |                |
| 2014  | Ville de Paris | FN    | 1 255     | 6,26     | 4e       |          |         |         | 0 / 364 | 0 / 163        |                |                |
| 2020  |                | RN    | Paris 15e | 1 262    | 2,07     | 7e       |         |         |         | 0 / 36         | 0 / 18         | 0 / 7          |

## Dans la fiction
Dans la fiction politique de Frédéric Deslauriers (2011), Les Deux-Cents jours de Marine Le Pen, où Marine Le Pen gagne l'élection présidentielle de 2012, Wallerand de Saint-Just devient ministre de la Justice, garde des Sceaux.